# Ettore Felici
Ettore Felici (ur. 12 marca 1881 w Segni, zm. 9 maja 1951 w Dublinie) – włoski duchowny rzymskokatolicki, arcybiskup, dyplomata papieski.

## Biografia
20 września 1903 otrzymał święcenia prezbiteriatu i został kapłanem diecezji Segni.
6 listopada 1927 papież Pius XI mianował go nuncjuszem apostolskim w Chile oraz arcybiskupem tytularnym korynckim. 30 grudnia 1927 przyjął sakrę biskupią z rąk nuncjusza apostolskiego w Brazylii abpa Benedetto Aloisiego Maselliego. Współkonsekratorami byli biskup Concepción Gilberto Fuenzalida Guzmán oraz ordynariusz polowy Chile bp Rafael Edwards Salas.
20 kwietnia 1938 został przeniesiony na stanowisko nuncjusza apostolskiego w Jugosławii. Po zakończeniu II wojny światowej, gdy władzę w tym kraju przejęli komuniści, nie mógł powrócić na swoją placówkę. Oficjalnie zakończył misję 15 stycznia 1946, gdy został urzędnikiem Sekretariatu Stanu.
2 września 1949 papież Pius XII mianował go nuncjuszem apostolskim w Irlandii. Urząd ten pełnił do śmierci 9 maja 1951.